# Wereldbeker voetbal 1960
De Wereldbeker van 1960 werd gespeeld tussen het Spaanse Real Madrid en het Uruguayaanse Peñarol. In Zuid-Amerika eindigde het duel op een brilscore. In de terugwedstrijd won Real Madrid overtuigend met 5-1. De Koninklijken werden daarmee de eerste laureaat van de wereldbeker voor clubs.

## Wedstrijddetails
|                         |         |       |             |                                                                                                  |
| 3 juli 1960 19:30 UTC−3 | Peñarol | 0 – 0 | Real Madrid | Stadion: Estadio Centenario, Montevideo Toeschouwers: 71.872 Scheidsrechter: José Luis Praddaude |
| 3 juli 1960 19:30 UTC−3 |         |       |             | Stadion: Estadio Centenario, Montevideo Toeschouwers: 71.872 Scheidsrechter: José Luis Praddaude |
| 3 juli 1960 19:30 UTC−3 |         |       |             | Stadion: Estadio Centenario, Montevideo Toeschouwers: 71.872 Scheidsrechter: José Luis Praddaude |
| 3 juli 1960 19:30 UTC−3 |         |       |             | Stadion: Estadio Centenario, Montevideo Toeschouwers: 71.872 Scheidsrechter: José Luis Praddaude |
|                         |         |       |             |                                                                                                  |

| Peñarol | Real Madrid |

|                 |    |                  |  |
|                 |    |                  |  |
| DM              | 1  | Luis Maidana     |  |
| VD              | 2  | William Martínez |  |
| VD              | 3  | Néstor Gonçalves |  |
| VD              | 4  | Salvador         |  |
| MV              | 5  | Santiago Pino    |  |
| MV              | 6  | Walter Aguerre   |  |
| AV              | 7  | Luis Cubilla     |  |
| AV              | 8  | Carlos Linazza   |  |
| AV              | 9  | Juan Hohberg     |  |
| AV              | 10 | Alberto Spencer  |  |
| AV              | 11 | Carlos Borges    |  |
| Coach:          |    |                  |  |
| Roberto Scarone |    |                  |  |

|              |    |                    |
|              |    |                    |
| DM           | 1  | Rogelio Domínguez  |
| VD           | 2  | Marquitos          |
| VD           | 3  | José Santamaría    |
| VD           | 4  | Pachín             |
| MV           | 5  | José María Vidal   |
| MV           | 6  | José María Zárraga |
| AV           | 7  | Canário            |
| AV           | 8  | Luis del Sol       |
| AV           | 9  | Alfredo Di Stéfano |
| AV           | 10 | Ferenc Puskás      |
| AV           | 11 | Manolín            |
| Coach:       |    |                    |
| Miguel Muñoz |    |                    |

|                              |                                                   |       |             |                                                                                            |
| 4 september 1960 20:30 UTC+1 | Real Madrid                                       | 5 – 1 | Peñarol     | Stadion: Estadio Santiago Bernabéu, Madrid Toeschouwers: 100.000 Scheidsrechter: Ken Aston |
| 4 september 1960 20:30 UTC+1 | Puskás 3', 9' Di Stéfano 4' Herrera 45' Gento 51' |       | 66' Spencer | Stadion: Estadio Santiago Bernabéu, Madrid Toeschouwers: 100.000 Scheidsrechter: Ken Aston |
| 4 september 1960 20:30 UTC+1 |                                                   |       |             | Stadion: Estadio Santiago Bernabéu, Madrid Toeschouwers: 100.000 Scheidsrechter: Ken Aston |
| 4 september 1960 20:30 UTC+1 |                                                   |       |             | Stadion: Estadio Santiago Bernabéu, Madrid Toeschouwers: 100.000 Scheidsrechter: Ken Aston |
|                              |                                                   |       |             |                                                                                            |

| Real Madrid | Peñarol |

|              |    |                    |  |
|              |    |                    |  |
| DM           | 1  | Rogelio Domínguez  |  |
| VD           | 2  | Marquitos          |  |
| VD           | 3  | José Santamaría    |  |
| VD           | 4  | Pachín             |  |
| MV           | 5  | José María Vidal   |  |
| MV           | 6  | José María Zárraga |  |
| AV           | 7  | Jesús Herrera      |  |
| AV           | 8  | Luis del Sol       |  |
| AV           | 9  | Alfredo Di Stéfano |  |
| AV           | 10 | Ferenc Puskás      |  |
| AV           | 11 | Francisco Gento    |  |
| Coach:       |    |                    |  |
| Miguel Muñoz |    |                    |  |

|                 |    |                    |
|                 |    |                    |
| DM              | 1  | Luis Maidana       |
| VD              | 2  | Santiago Pino      |
| VD              | 3  | Francisco Majewski |
| VD              | 4  | Walter Aguerre     |
| MV              | 5  | Salvador           |
| MV              | 6  | William Martínez   |
| AV              | 7  | Luis Cubilla       |
| AV              | 8  | Carlos Linazza     |
| AV              | 9  | Juan Hohberg       |
| AV              | 10 | Alberto Spencer    |
| AV              | 11 | Carlos Borges      |
| Coach:          |    |                    |
| Roberto Scarone |    |                    |

| Winnaar Wereldbeker voetbal 1960              |
| --------------------------------------------- |
| Real Madrid 1e titel (1e keer wereldkampioen) |

1960 · 1961 · 1962 · 1963 · 1964 · 1965 · 1966 · 1967 · 1968 · 1969 · 1970 · 1971 · 1972 · 1973 · 1974 · 1975 · 1976 · 1977 · 1978 · 1979 · 1980 · 1981 · 1982 · 1983 · 1984 · 1985 · 1986 · 1987 · 1988 · 1989 · 1990 · 1991 · 1992 · 1993 · 1994 · 1995 · 1996 · 1997 · 1998 · 1999 · 2000 · 2001 · 2002 · 2003 · 2004